# Sol Duc River
Der Sol Duc River ist ein Fluss im Clallam County im US-Bundesstaat Washington. Der 126 km lange Fluss fließt durch die nordwestliche Olympic-Halbinsel und geht im Quillayute River auf, der nach kurzem Lauf in den Pazifik mündet. Der Name Sol Duc ist der Sprache der Quileute entnommen und wird mit „Sprudelndes Wasser“ übersetzt. Bis zum Jahr 1992 wurde auch die Schreibweise Solduck verwendet, seitdem ist Sol Duc die offizielle Schreibweise. Hauptzuflüsse des Sol Duc River sind der North Fork Sol Duc River, der South Fork Sol Duc River sowie der Bear Creek, der Beaver Creek und der Lake Creek.

## Verlauf
Der Sol Duc River entspringt im Seven Lakes Basin am Mount Carrie in den nördlichen Olympic Mountains im Olympic-Nationalpark. Im Nationalpark fließt der Sol Duc River nordwestlich über die 10 Meter hohen zweistufigen Sol Duc Falls und am 1912 erbauten Spa Sol Duc Hot Springs vorbei. Kurz vor der Parkgrenze fließen der North Fork und der South Fork zu. Der Fluss fließt jetzt durch das 1,5 km breite und 56 km lange Sol Duc Valley genannte Flusstal durch den Olympic National Forest. Ab der Nationalparkgrenze folgt der U.S. Highway 101 dem Flussverlauf. Von Norden fließt der Beaver Creek hinzu, nach dem Ort Sappho fließt der Sol Duc mehr südwestlich und weiter südlich. Hier fließt von Norden der aus dem Lake Pleasant kommende Beaver Creek zu. Mehrere Meilen lang fließt der Sol Duc River sehr eng am Calawah River, einem Nebenfluss des Bogachiel River. Der Highway 101 verlässt vor der Stadt Forks das Flusstal, dem Fluss folgt jetzt die Washington State Road 110, die La Push Road. Der Fluss mäandert jetzt durch sein Tal, bis er kurz vor dem Pazifik mit dem Bogachiel River zusammenfließt und den Quillayute River bildet, der bei La Push im Pazifik mündet.
Im Winter führt der Sol Duc mit 104 m³/s wesentlich mehr Wasser als im Sommer mit 12,74 m³/s. Die höchste registrierte Wassermenge betrug 588,85 m³/s.
Der Fluss durchquert weite Wälder, die allerdings – bis auf die Wälder des Olympic Nationalparks – mindestens einmal bereits abgeholzt worden sind. Da der Sol Duc River nicht aus Gletschern gespeist wird, ist er ein hervorragendes Laichgebiet für Regenbogenforellen, Cutthroatforellen, Königslachse, Rotlachse, Buckellachse und Silberlachse und deshalb ein beliebtes Angelrevier.

## Trivia
Im Roman Biss zum Morgengrauen wohnt die Vampirfamilie Cullen in einem Haus am Sol Duc River nördlich von Forks.